# フルフェノクスロン
フルフェノクスロン（英：Flufenoxuron）はベンゾイルウレア系キチン合成阻害剤に属する殺虫剤で、同じグループにはジフルベンズロン、トリフルムロン、ルフェヌロンも含まれる。
フルフェノクスロンは白色結晶の粉末である。水に溶けず、引火性はなく、酸化剤でもない。

## 毒性
フルフェノクスロンのヒトや他の哺乳類への毒性は低いが、魚類への非常に高い生物濃縮を起こす。